# Первомайське (Аулієкольський район)
Первома́йське (каз. Первомайское) — село у складі Аулієкольського району Костанайської області Казахстану. Адміністративний центр та єдиний населений пункт Первомайської сільської адміністрації.
Колишні назви — Певомайський, Жалтир.
Населення — 502 особи (2021; 965 у 2009, 1400 у 1999, 1611 у 1989).